# Mågsholmen
Mågsholmen är en ö i Finland. Den ligger i Finska viken och i kommunen Sibbo i den ekonomiska regionen  Helsingfors i landskapet Nyland, i den södra delen av landet. Ön ligger omkring 18 kilometer nordöst om Helsingfors.
Öns area är 15,1 hektar och dess största längd är 0,6 kilometer i öst-västlig riktning.